# Château de Coat-an-Noz
Le château de Coat-an-Noz est situé au sud de la commune de Belle-Isle-en-Terre, dans le département des Côtes-d'Armor, à proximité de Loc-Envel dans la forêt de Coat-an-Noz.

## Historique
Il a été construit à partir de 1858 par Cécile de Kergorlay (1807-1883), épouse de Robert de Sesmaisons, pour sa fille, Françoise de Sesmaisons (1838-1901), mariée en 1859 avec le prince Charles de Faucigny Lucinge. Ce dernier et deux de ses fils, princes de Faucigny-Lucinge ont été maires de Loc-Envel aux alentours de 1900. 
Le domaine comprenait alors la forêt de Coat an Noz et celle de Coat an Hay.
En 1923, Bertrand de Faucigny-Lucinge, pilote de courses automobiles, revend le château et le vaste domaine forestier qui l'entoure, les faisant définitivement sortir de sa famille.
En 1929, Sir Robert Mond, roi du nickel, achète le château et son domaine pour son épouse, Lady Mond, née Marie-Louise Le Manac'h, originaire de Belle-Isle-en-Terre. 
Après la mort de celle-ci, en 1949, le château, séparé des forêts, passe entre les mains de divers propriétaires qui s'avèrent incapables de restaurer entièrement ce vaste édifice. 
En 2011, le château est racheté par des particuliers, qui le restaurent.

## Architecture
C'est un logis rectangulaire flanqué de tourelles à ses quatre angles, construit en granit et schiste et couvert de toits d'ardoise.

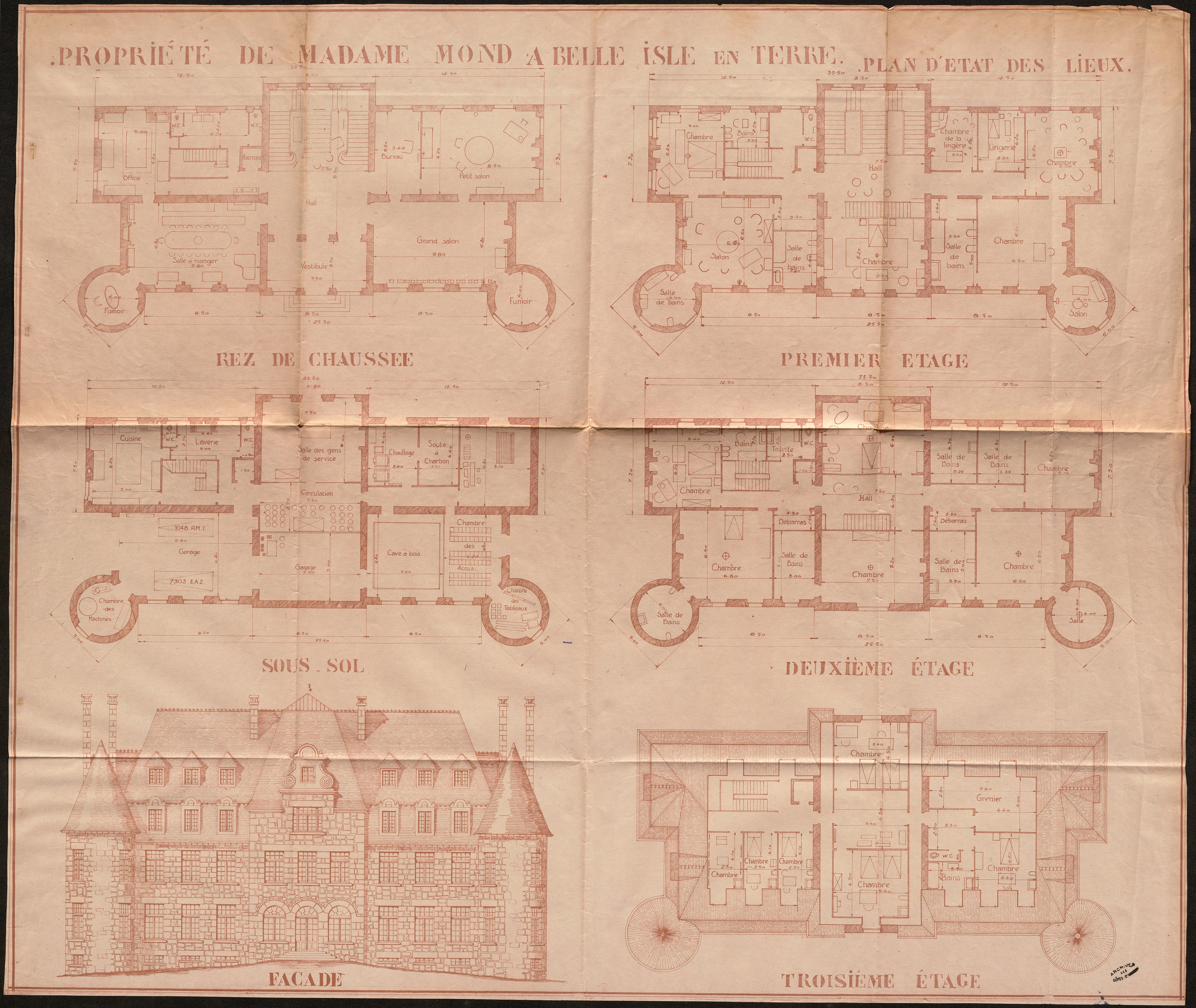
Plan du château de Lady Mond à Belle-Isle-en-Terre, 1943 (AD22, 126W648)

## Réplique
Le château de Lady Mond, également sur la commune de Belle-Isle-en-Terre, est une réplique, construite en 1923 par Lady Mond, du château de Coat-an-Noz. Cette réplique ayant été construite au départ trop près de la route, Lady Mond ordonna qu'elle soit démontée et reconstruite quelques mètres plus loin de la route.
Aujourd'hui ce château accueille un aquarium d'eau douce et le Centre régional d'initiation à la rivière (Crir).

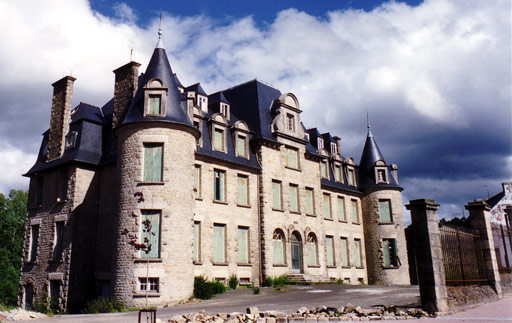
Le château de Lady Mond (réplique)
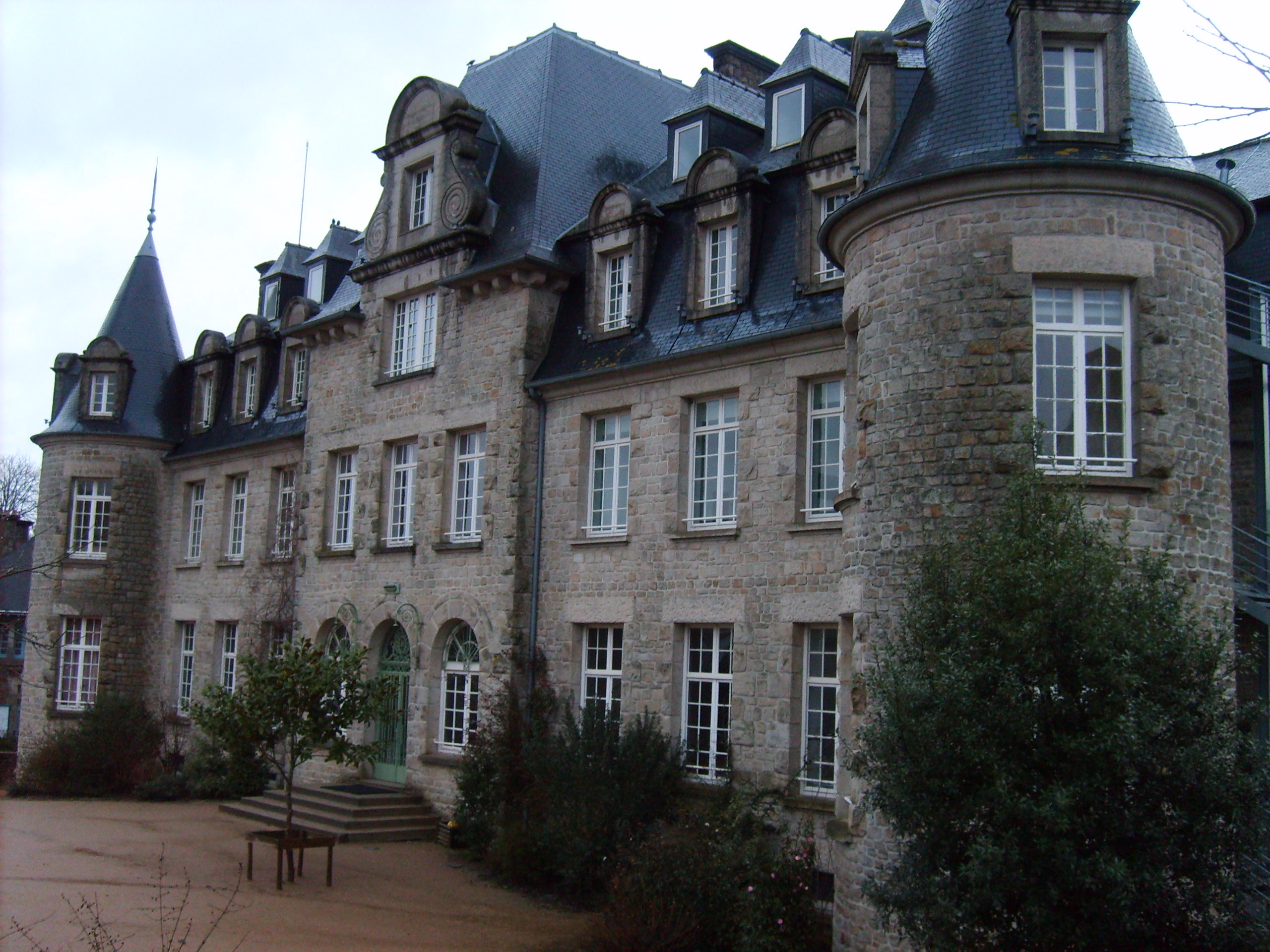
Façade du château de Lady Mond

## Œuvre de fiction
Le château est le décor de la bande dessinée La Brouette des Morts, une aventure de Dick Hérisson, par Didier Savard.
Le château tient une place centrale dans le roman policier Le Tableau de Maï, d'Anne-Solen Kerbrat (éditions du Palémon, 2018).